# تشيديرا إيجوكي
تشيديرا إيجوكي (بالإنجليزية: Chidera Ejuke)‏ (مواليد 2 يناير 1998) هو لاعب كرة قدم نيجيري يلعب كمهاجم في نادي سيسكا موسكو.

## روابط خارجية
- تشيديرا إيجوكي على موقع اتحاد النرويج (النرويجية)
- تشيديرا إيجوكي على موقع قاعدة بيانات كرة القدم.إي يو (الإنجليزية)
- تشيديرا إيجوكي على موقع ناشيونال فوتبول تيمز (الإنجليزية)
- تشيديرا إيجوكي على موقع Soccerbase.com (لاعب) (الإنجليزية)
- تشيديرا إيجوكي على موقع Soccerway.com (الإنجليزية)
- تشيديرا إيجوكي على موقع عالم كرة القدم.نت (الإنجليزية)